# La Déesse d'or
La Déesse d'or est un feuilleton télévisé français  pour la jeunesse, en treize épisodes de 26 minutes, en noir et blanc, réalisé par Robert Guez sur un scénario de Béatrix Beck, et diffusé à partir du 15 janvier 1961 sur RTF Télévision, rediffusé à partir du 5 juillet 1983 sur TF1.
Dans la veine des romans d'aventures pour la jeunesse tels que Le Club des cinq, le récit adapté pour l'unique chaîne de télévision française du tout début des années 1960, comprend tous les ingrédients du genre : courses-poursuites, énigmes, atmosphère mystérieuse, cachettes multiples, rebondissements et quelques cascades.
Au Québec, le feuilleton a été diffusé à partir du 5 avril 1962 à la Télévision de Radio-Canada.

## Synopsis
Les Parisiens Alain (Patrick Dewaere), sa sœur Véronique (Jocelyne Bressy) et le jeune Bruno (Daniel Kamaryk) passent leurs vacances d'été dans la jolie bourgade de Saint-Cézaire-sur-Siagne (Alpes-Maritimes). Ils sont bientôt rejoints par leur ami Pierre (Bernard Pisani) pour profiter d'une rivière par une belle journée ensoleillée. L'aventure commence quand trois malfaiteurs plutôt balourds tentent de dissimuler dans une grotte une statuette d'or pur, représentant le visage de Néfertiti, la « déesse égyptienne »...

## Distribution
- Patrick Dewaere : Alain
- Jocelyne Bressy : Véronique
- Daniel Kamaryk : Bruno
- Bernard Pisani : Pierre
- Paul Demange : Jo
- Alexandre Rignault : le chef
- Jacques Denoël : Robert
- Jean-Claude Deret : Bernard
- Edwine Moatti : Mme Morin

## Épisodes
1. L'Empreinte mystérieuse
2. Le Trésor encombrant
3. Pris au piège
4. L'Autoroute de l’Estérel
5. Sur la terre, sur rail et dans les airs
6. Qui sera le plus fort ?
7. Les Ruines de Callian
8. L'Affaire se complique
9. Le Piège
10. Une énigme de plus
11. Chacun son tour
12. Pris de panique
13. L'Étrange Destinée

## Autour de la série
Le jeune Patrick Dewaere (1947-1982), qui a alors 14 ans, figure au générique sous un autre pseudonyme Patrick Maurin, du nom de sa mère. Dewaëre est le patronyme d'une de ses grand-mères. Son patronyme officiel est Patrick Bourdeaux mais il est enfant naturel de l'artiste lyrique Michel Têtard.
- Parmi les autres lieux de tournage, la Grotte de Saint-Cézaire joue un rôle important dans le récit.

Le scénario semble ne pas s'achever sur une fin définitive, ouvrant la possibilité à une suite qui ne sera jamais produite.

## Sortie DVD
Le 8 août 2022, après une très longue absence en vidéo, l'intégrale du feuilleton sort en DVD aux éditions Elephant Films (dans une version très peu restaurée). ASIN : B07D55J8Y7 